# Tomopterna wambensis
Tomopterna wambensis é uma espécie de anfíbio anuro da família Pyxicephalidae. Está presente no Quénia. A UICN classificou-a como pouco preocupante.